# Spider-Man 3
Spider-Man 3 ist eine US-amerikanische Comicverfilmung von Regisseur Sam Raimi aus dem Jahr 2007, die am 1. Mai 2007 in den deutschen und am 4. Mai 2007 in den US-amerikanischen Kinos erschien. Der Film stellt die Fortsetzung der Filme Spider-Man (2002) und Spider-Man 2 (2004) dar. Die Hauptfigur wurde mit demselben Schauspieler wie in den ersten beiden besetzt, mit Tobey Maguire in der Rolle des Titelhelden.

## Handlung
Peter Parker führt eine Beziehung mit Broadway-Schauspielerin Mary Jane Watson und glaubt sich bereit, ihr einen Heiratsantrag zu machen. Die Lage um Peters Freund Harry spitzt sich weiter zu. Dieser glaubt, Peter habe den Tod seines Vaters zu verantworten, und möchte sich rächen. Um seine Rachsucht zu befriedigen, wird er mit moderner Ausrüstung zum neuen Grünen Kobold. Beim Kampf zwischen den beiden Freunden stürzt Harry schließlich und wird von Peter ins Krankenhaus gebracht. Harry überlebt, jedoch versagt ein Teil seines Gedächtnisses, weshalb er sich vorerst weder daran erinnert, dass er glaubt, Spider-Man habe seinen Vater umgebracht, noch daran, dass sein bester Freund Peter Parker hinter der Maske steckt. Somit lebt die Freundschaft der beiden vorerst wieder auf, da sie nicht durch Harrys Erinnerung behindert ist.
Unterdessen flüchtet Flint Marko aus dem Gefängnis. Auf der Flucht über ein Atomtestgelände kommt es zu einem Unfall mit einem Teilchenbeschleuniger, welcher zur Folge hat, dass Flint zum sogenannten Sandmann mutiert und nun die Fähigkeit besitzt, seinen Körper in Sand aufzulösen und in beliebige Formen zu verwandeln.
Während Spider-Man sich allerdings großer Beliebtheit in der Bevölkerung New Yorks erfreut, wird Watson aufgrund schlechter Kritiken bereits nach ihrem ersten Auftritt gefeuert. Die Beziehung gerät ins Wanken, da sie diesen Rückschlag nur schwer verkraftet, Parker ihre Probleme aber nicht ernst genug nimmt und sich stattdessen von den Bürgern feiern lässt.
Der freie Fotograf Eddie Brock soll im Auftrag von J. J. Jameson ein belastendes Foto von Spider-Man schießen, um eine Festanstellung beim Daily Bugle zu bekommen. Parker, der ebenfalls sein Freelancer-Dasein hinter sich lassen und fest für den Bugle arbeiten will, versucht dies zu verhindern.
Flint nutzt seine Kräfte erfolgreich für seine Raubzüge, um an Geld für die Behandlung seiner todkranken Tochter zu kommen. Spider-Man vereitelt einen Überfall auf einen Geldtransporter, kann ihn jedoch nicht besiegen.
Tante May und Peter erfahren inzwischen von der Polizei, dass Flint der eigentliche Mörder von Peters Onkel Ben ist. Peter ist ihm daraufhin auf den Fersen, um Rache für seinen toten Onkel zu üben.
Beim nächtlichen Abhören des Polizeifunks ergreift eine außerirdische Lebensform, ein Symbiont, der in einem Meteoriten in Manhattan abgestürzt ist, von ihm Besitz, woraufhin sich auch sein Kostüm verändert. Obwohl die Symbiose seine Kräfte verstärkt, beginnt sie auch, seine Persönlichkeit zu verändern. Bewusst zieht er das nunmehr schwarze Spider-Man Kostüm an, um durch die zusätzliche Kraft Flint zu besiegen. Nachdem er ihn zunächst im Wasser der Kanalisation aufgelöst hat, erzählt er seiner Tante May als Peter Parker, dass der Mörder von Onkel Ben durch Spider-Man getötet worden ist. Tante May ist über diese Nachricht nicht begeistert, da sie nichts für Rachetaten übrig hat. Durch Dr. Connors erfährt Peter, dass der Symbiont Menschen als Wirte nutze und eine derartige Verbindung bei längerem Kontakt nur schwer wieder zu trennen sei, Peter nimmt diese Warnung jedoch nicht ernst, da er die Verbindung mit dem Symbionten augenscheinlich genießt. Er entfernt sich immer weiter von Mary Jane, die unglücklich Trost bei ihrem besten Freund Harry sucht. Dieser, immer noch in Mary Jane verliebt, verbringt einen gemeinsamen Nachmittag mit ihr und wird von ihr nach einem Kuss zurückgewiesen. Danach erlangt er wieder seine Erinnerung zurück, droht Mary Jane, Peter zu töten und zwingt sie, sich von diesem zu trennen. Er will Peter demütigen und gibt gegenüber seinem Freund vor, dass er ein Verhältnis mit Mary Jane habe und dies der Grund für die Trennung sei. In seiner Verzweiflung verbindet sich Peter wieder mit dem Symbionten. Spider-Man wird zunehmend egoistischer und rachsüchtiger. Unter Einfluss des Symbionten bringt Parker seinen Rivalen Brock um dessen Job als Fotograf beim Daily Bugle, als er ihn der Fälschung eines Spider-Man-Fotos überführt. Eddie Brock schwört Rache. Auch seinem Freund Harry stattet Peter einen Besuch ab, wobei diesmal der vom Symbionten beeinflusste Peter Harry angreift. Nachdem Peter Harry erfolgreich gedemütigt hat, wirft letzterer eine Granate nach Peter, die dieser jedoch wieder zurückschleudert. Dadurch wird eine Gesichtshälfte von Harry entstellt.
Peter Parker verabredet sich mit Gwen Stacy, der Tochter des Polizeichefs und führt sie in den Jazz-Club aus, in dem Mary Jane arbeitet. Gwen erkennt zu spät, dass Peter sie nur benutzt hat, um Mary Jane mit einer kleinen Showeinlage zu demütigen und verlässt den Club. Es kommt zu einer gewalttätigen Auseinandersetzung beim Versuch, Peter aus dem Club zu werfen, an deren Ende Peter Parker Mary Jane mit einer Ohrfeige zu Boden schlägt. Er sieht schockiert ein, dass er sich von dem Symbionten trennen muss. Dies gelingt ihm in einem Kirchturm, da der Symbiont sensibel auf Lärm reagiert und das Läuten der Glocke ihn schwächt. Eddie Brock, der sich in der Kirche befunden hat, um Jesus darum zu bitten, Peter Parker zu töten, beobachtet ihn bei seinem Kampf mit dem Symbionten. Dabei fällt die schwarze Masse des Symbionten auf ihn, so dass er zum neuen Wirt wird und ab sofort Venom bildet.
Flint „Sandmann“ Marko und Venom verbünden sich fortan gegen Spider-Man, um ihn gemeinsam zu vernichten. Sie entführen Mary Jane als Köder, und es kommt zum finalen Kampf.
Spider-Man weiß, dass er der Herausforderung allein nicht gewachsen ist, und bittet Harry um Hilfe für Mary Jane. Doch der glaubt noch immer, dass Spider-Man seinen Vater getötet hat, und lässt sich erst durch seinen Butler Bernard überreden, der schon seit Jahren im Dienst der Osborns steht und weiß, dass Norman Osborn durch die Klingen seines eigenen Gleiters starb, da er nach dessen Tod seine Wunden gereinigt hat. Als die Situation für Spider-Man aussichtslos erscheint, eilt ihm Harry als Kobold zu Hilfe, und beide bekämpfen gemeinsam die beiden Antagonisten.
Harry Osborn opfert sich im letzten Moment für Peter Parker, indem er sich zwischen ihn und die Klingen seines Gleiters wirft, den Venom in seine Gewalt gebracht hat. Während Harry in Mary Janes Armen im Sterben liegt, versucht Spider-Man den Symbionten von Eddie zu trennen. Er sperrt ihn zwischen mehreren Gitterstäben ein und erzeugt ein glockenähnliches Geräusch, was den Symbionten schwächt und die Trennung möglich macht. Der Symbiont wird daraufhin von Spider-Man mittels einer Impulsgranate des Kobolds vernichtet. Eddie Brock, noch immer besessen von den Kräften des Symbionten, versucht ihn in einem letzten Akt der Verzweiflung zu retten, und springt der Granate entgegen, woraufhin er sich in der darauf folgenden Explosion zusammen mit dem Symbionten in Luft auflöst. Am Ende entschuldigt sich Flint, nachdem er erfahren hat, wer Spider-Man ist, bei Peter Parker für den Mord an seinem Onkel und erklärt, dass es ein Unfall gewesen sei und er Geld für seine kranke Tochter gebraucht hatte. In Rückblenden ist zu sehen, dass Flint nicht die Absicht hatte Ben Parker zu töten, sondern nur sein Auto brauchte. Nachdem sein Partner ihn an den Arm griff, löste sich versehentlich ein Schuss. Spider-Man verzeiht ihm, woraufhin Flint in Form einer Sandhose verschwindet. Peter und der schwer verletzte Harry versöhnen sich, bevor dieser stirbt.
Der Film endet mit der freundschaftlichen Versöhnung von Peter und Mary Jane.

## Entstehungsgeschichte

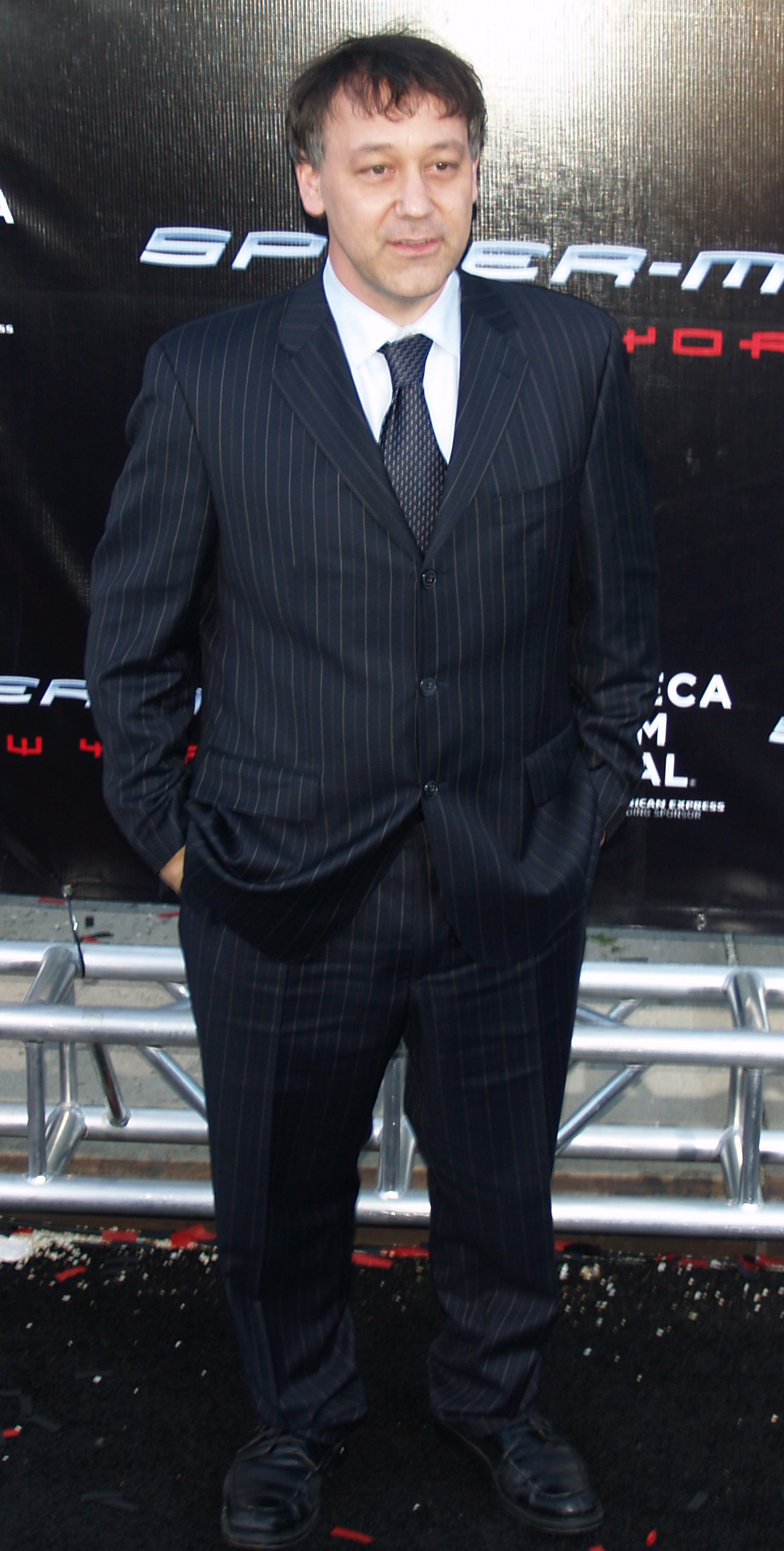
Regisseur Sam Raimi am 30. April 2007

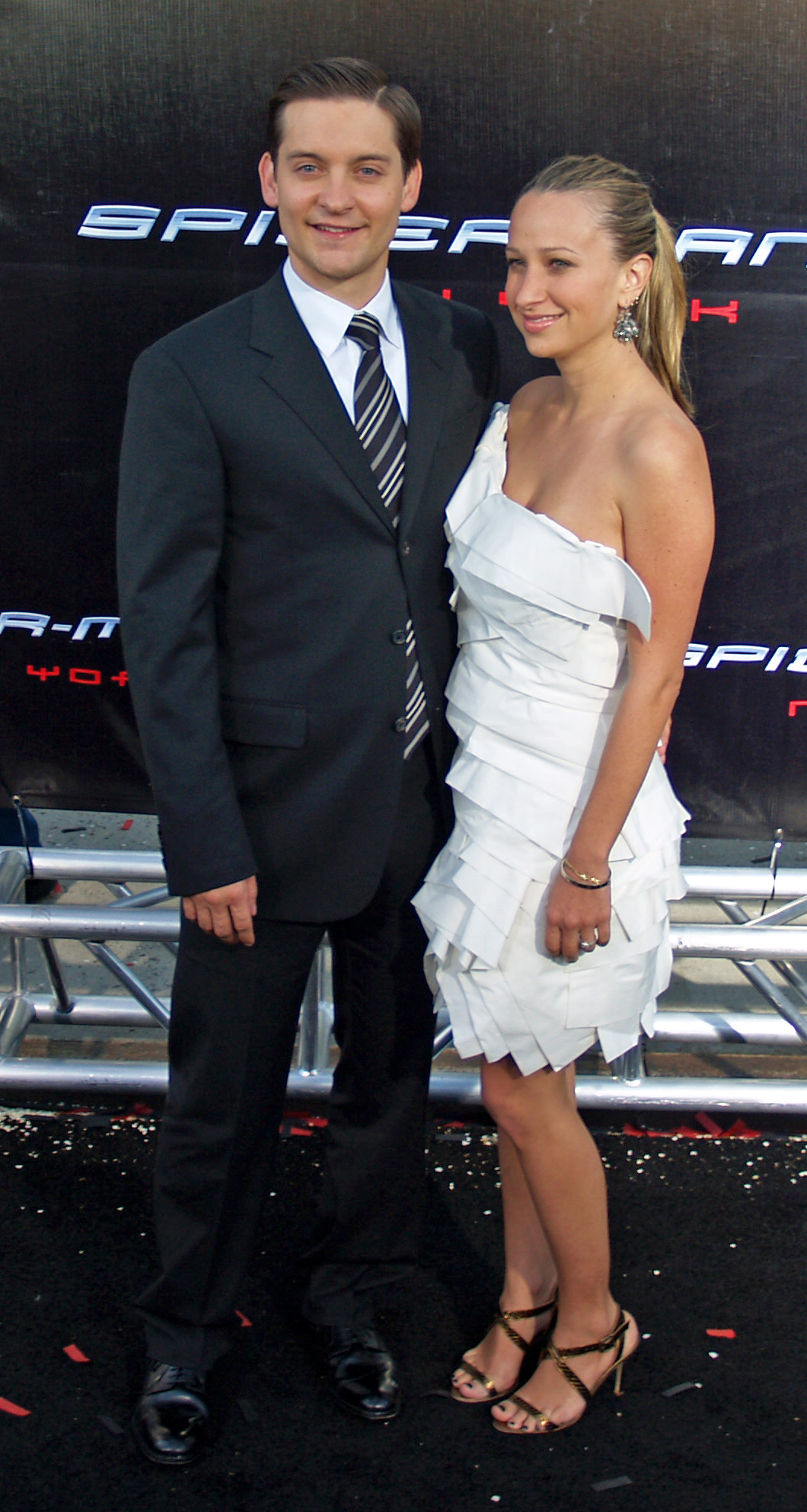
Hauptdarsteller Tobey Maguire mit seiner Frau Jennifer Meyer am 30. April 2007

- Die Produktion wurde mit einem Budget von 258 Millionen US-Dollar am 5. November 2005 gestartet und mit der Postproduktion im April 2007 beendet. Spider-Man 3 gilt somit als drittteuerster Film aller Zeiten. Die Dreharbeiten begannen dabei am 2. Januar 2006 und wurden im Juli 2006 beendet.[4] Der Film ist eine Koproduktion von Columbia Pictures, Marvel Studios und Laura Ziskin Productions im Verleih der Sony Pictures Releasing.

- Die Drehorte des Films befanden sich unter anderem in Los Angeles, Chicago, Cleveland, Hudson County (New Jersey), Santa Clarita (Kalifornien), Sunnyside, Queens (New York City) und in den Sony Pictures Studios. Ein Großteil der Aufnahmen des Films entstand in Los Angeles vom 16. Januar bis 19. Mai 2006 und in New York zwischen dem 26. Mai und 1. Juli 2006.[5]

- Nachdem James Franco in einem Interview bekannt gegeben hatte, dass einige Schauspieler von Regisseur Sam Raimi nach Abschluss der Dreharbeiten zu Nachdrehs bestellt worden wären,[6] entstand das Gerücht, der Film sei bei einer Testvorführung in den Augen der Zuschauer „durchgefallen“ und müsse daher nachträglich „aufgepeppt“ werden.[7] Sony Pictures erklärte wenige Tage später die Meldung als falsch, es habe nie eine Testvorführung gegeben.[8]

- Die Spezialeffekte stammen von Sony Pictures Imageworks, Furious FX und Gentle Giant Studios Inc.[9]

- In den Comics wurde das schwarze Kostüm Spider-Mans ursprünglich in der Miniserie Secret Wars eingeführt. Die Idee für das Kostüm stammte von einem Fan namens Randy Schueller und wurde von Marvels damaligem Chefredakteur Jim Shooter für 220 US-Dollar gekauft.[10][11] Autor David Michelinie machte daraus später den Superschurken Venom, Zeichner Todd McFarlane fügte dem ursprünglichen Kostümdesign das diabolische Grinsen hinzu;[12] sein Nachfolger Erik Larsen führte schließlich die charakteristische „Sabberzunge“ ein, die bei der Filmfigur jedoch nicht vorhanden ist.

### Synchronisation
Die deutsche Synchronbearbeitung entstand bei der RC Production in Berlin. Klaus Bickert verfasste das Dialogbuch, Joachim Tennstedt führte die Dialogregie.
| Darsteller          | Deutscher Sprecher       | Rolle                       |
| ------------------- | ------------------------ | --------------------------- |
| Tobey Maguire       | Marius Clarén            | Peter Parker / Spider-Man   |
| Kirsten Dunst       | Marie Bierstedt          | Mary Jane Watson            |
| James Franco        | Kim Hasper               | Harry Osborn / Neuer Kobold |
| Willem Dafoe        | Reiner Schöne            | Norman Osborn               |
| Cliff Robertson     | Friedrich Georg Beckhaus | Onkel Ben Parker            |
| Rosemary Harris     | Barbara Adolph           | Tante May Parker            |
| Thomas Haden Church | Gerald Paradies          | Flint Marko / Sandmann      |
| Topher Grace        | Timmo Niesner            | Eddie Brock / Venom         |
| James Cromwell      | Lothar Blumhagen         | Captain George Stacy        |
| Michael Papajohn    | Lutz Schnell             | Dennis Carradine            |
| Rogelio T. Ramos    | Norman Matt              | Der Notarzt                 |
| Dylan Baker         | Bodo Wolf                | Dr. Curt Connors            |
| Theresa Russell     | Silke Matthias           | Emma Marko                  |
| Steve Valentine     | Oliver Feld              | Fotograf                    |
| Bryce Dallas Howard | Maria Koschny            | Gwen Stacy                  |
| Ted Raimi           | Bernhard Völger          | Hoffman                     |
| J. K. Simmons       | Joachim Kerzel           | J. Jonah Jameson            |
| Joe Bays            | Jan Odle                 | Jazzbarbesitzer             |
| Bill Nunn           | Tobias Meister           | Joseph „Robbie“ Robertson   |
| Bruce Campbell      | Joachim Tennstedt        | Maître d’                   |
| Stan Lee            | Thomas Hailer            | Mann am Times Square        |
| Elizabeth Banks     | Debora Weigert           | Mrs. Betty Brant            |
| Perla Haney-Jardine | Jamie Lee Blank          | Penny Marko                 |
| Marc Vann           | Bernd Vollbrecht         | Play Producer               |
| Mageina Tovah       | Berenice Weichert        | Ursula Ditkovitch           |

### Filmmusik
Nach dem Zerwürfnis mit Regisseur Sam Raimi entschloss sich Danny Elfman, Komponist der Musik zum ersten und zweiten Teil, für Spider-Man 3 nicht mehr den Film Score zu schreiben. Daraufhin engagierte Raimi Filmkomponist Christopher Young für diese Aufgabe. Im Dezember 2006 wurde jedoch überraschend verkündet, Elfman und Young würden plötzlich kooperieren und gemeinsam an der Filmmusik arbeiten. Der Main Title, das Spider-Man-Thema sowie das des Grünen Kobolds wurden folglich beibehalten, Young komponierte lediglich neue Themen für Sandmann und Venom.

### Lieder
Das Titellied Signal Fire wird von der Band Snow Patrol gesungen. Damit ist die britische Alternative-Rock-Gruppe nach Chad Kroeger und Josey Scott (Spider-Man) sowie Ana Johnsson (Spider-Man 2) der dritte Interpret eines Titellieds aus der Spider-Man-Trilogie. Ferner steuert Kirsten Dunst zusammen mit Jason Schwartzman, ihrem Filmpartner aus Marie Antoinette (2006), das Duett Summer Day bei. Weitere Stücke auf dem Soundtrack-Album stammen u. a. von den Interpreten The Killers, Yeah Yeah Yeahs, Wolfmother, The Walkmen, Black Mountain, Flaming Lips, Chubby Checker, Jet und auf der deutschen Veröffentlichung auch die Beatsteaks.
| Nr. | Titel                                                  | Interpret          |
| --- | ------------------------------------------------------ | ------------------ |
| 1.  | Signal Fire                                            | Snow Patrol        |
| 2.  | Move Away                                              | The Killers        |
| 3.  | Sealings                                               | Yeah Yeah Yeahs    |
| 4.  | Pleased To Meet You                                    | Wolfmother         |
| 5.  | Cut Off The Top (Timo Maas Dirty Rocker Remix)         | Beatsteaks         |
| 6.  | Red River                                              | The Walkmen        |
| 7.  | Stay Free                                              | Black Mountain     |
| 8.  | The Supreme Being Teaches Spider-Man How To Be In Love | Flaming Lips       |
| 9.  | Scared Of Myself                                       | Simon Dawes        |
| 10. | The Twist                                              | Chubby Checker     |
| 11. | Sightlines                                             | Rogue Wave         |
| 12. | Summer Day                                             | Coconut Records    |
| 13. | Falling Star                                           | Jet                |
| 14. | Portrait Of A Summer Thief                             | Sounds Under Radio |
| 15. | A Letter From St. Jude                                 | The WYO’s          |
| 16. | Small Parts                                            | The Oohlas         |

### Erstaufführungen
Spider-Man 3 feierte am 17. April 2007 seine Weltpremiere in Japan. Am 25. April waren ein Teil der Schauspieler und alle anderen Beteiligten zur deutschen Premiere in Berlin zu Gast. Entgegen dem sonst als Starttermin für Kinofilme üblichen Donnerstag kam Spider-Man 3 an einem Dienstag, dem 1. Mai 2007, einem deutschlandweiten Feiertag, in die deutschen Kinos. Zeitgleich fanden Premieren in Paris und Madrid statt, drei Tage früher als in den Vereinigten Staaten.

## Rezeption

### Presse
Der am häufigsten bemängelte Punkt an Spider-Man 3 ist der spärliche Einsatz von Actionszenen und die überzeichnete zwischenmenschliche Problematik der Hauptfiguren, die den Großteil der sehr langen Handlung (140 Minuten) ausmacht (Stern).
Gelobt wird dafür die perfekt inszenierte „Actionästhetik“ (Tagesspiegel) mit „bombastischen Spezialeffekten“. Es mache Spaß, mit Spider-Man durch die Häuserschluchten zu fliegen. Christoph Petersen („filmstarts.de“) zeigt sich von der Animation des Gegners Sandmann beeindruckt: „Schwärmten die Produzenten von Stuart Little vor acht Jahren noch davon, dass alle zwei Mio. Haare der kleinen Maus einzeln animiert wurden, möchte man gar nicht darüber nachdenken, wie viele kleine Sandkörner in Spider-Man 3 in so mancher Szene durchs Bild surren.“
Das Lexikon des internationalen Films spricht in seiner Kritik ebenfalls vom „hohe[n] technischen und schauspielerischen Niveau“, bemängelt aber, dass kein „schlüssiges Gesamtwerk“ geboten werde und die Fortsetzung „bei allem Unterhaltungswert deutlich zu Übermüdungserscheinungen“ neige.

### Finanzieller Erfolg

#### Gesamt
Am Tag des US-amerikanischen Kinostarts (4. Mai 2007) spielte der Film 59 Mio. US-Dollar ein. Über das gesamte Wochenende (4.–6. Mai 2007) wurde ein Ergebnis von 151 Mio. US-Dollar erreicht. In beiden Kategorien (Bester Starttag; Bestes Startwochenende) konnte der Film somit einen höheren Umsatz als der Film Pirates of the Caribbean – Fluch der Karibik 2 aus dem Jahr 2006 verbuchen, welcher ein Einspielergebnis von 55,8 Mio. US-Dollar am Starttag und 135,6 Mio. US-Dollar am Startwochenende gehabt hatte. Außerdem wurde mit 4,8 Mio. Dollar auch ein neuer Einspielrekord der IMAX-Kinos aufgestellt. Der Film Pirates of the Caribbean – Am Ende der Welt konnte an seinem Startwochenende (26.–27. Mai 2007) das Einspielergebnis von Spider-Man 3 nicht übertreffen, erreichte mit 115 Mio. US-Dollar jedoch Platz 2 der höchsten Filmeinnahmen am ersten Wochenende.
Außerhalb der Vereinigten Staaten wurden 554 Mio. US-Dollar eingespielt. Auf internationaler Ebene kann ein Erfolg von 891 Mio. US-Dollar errechnet werden. Spider-Man 3 besetzt in der Liste der erfolgreichsten Filme ohne Inflationsbereinigung Platz 75 (Stand: 31. Dezember 2024).

#### Starttag
Spider-Man 3 kam am 1. Mai 2007 in 17 Ländern in die Kinos. Am ersten Tag konnte der Film in acht asiatischen Ländern einen neuen Einspielerfolg aufstellen. Auf den Philippinen, in Taiwan, Hongkong (VR China) und Thailand übertraf er dabei die Einnahmen von Spider-Man und Spider-Man 2 an deren Starttagen zusammen. In Malaysia, Singapur, Thailand sowie auf den Philippinen erzielte der Film die höchsten Tageseinnahmen der dortigen Kinogeschichte.
In Deutschland nahm der Film am 1. Mai 2007 dank 490.000 Besuchern 3,3 Mio. Euro ein. Dieses Ergebnis ist um 80 Prozent höher als das von Spider-Man und 69 Prozent höher als das von Spider-Man 2.

## Editor’s Cut
Ein vom Filmeditor Bob Murawski verantworteter Editor’s Cut weicht an 14 Stellen von der Kinofassung ab und ist annähernd zwei Minuten kürzer. Die Dramaturgie wurde mehrfach verändert, außerdem wurde an vielen Stellen die Filmmusik von Christopher Young verwendet. Hinzu kommt alternatives Filmmaterial. Die US-Veröffentlichung erfolgte am 13. Juni 2017. Die deutsche Synchronisation ist im US-Set enthalten, wo einzig bei dieser Sprache an einigen Stellen die Änderung der Musik vergessen wurde. Im deutschsprachigen Handel wurde der Editor’s Cut am 23. November 2017 in einem Digipack (exklusiv bei Amazon) in der 4K Spider-Man Trilogie Origins Collection auf einer Bonus-Disc in Full HD (1080p) veröffentlicht. Die zuvor am 14. August 2017 erschienene Blu-ray-Version der Collection enthält nicht den Editor’s Cut, die zum Digipack parallel erschienene Keep-Case-Variante des 4K-Disc-Sets ebenfalls nicht.

## Trivia
- Neben seinem Bruder Ivan, der für das Drehbuch verantwortlich war, brachte der Regisseur noch weitere Freunde und Familienmitglieder in die Crew ein: Sein Bruder Ted spielt (wie schon in den ersten beiden Teilen) den Daily-Bugle-Angestellten „Hoffman“. Seine Söhne Lorne und Henry sind Zuschauer des Finalkampfes, seine Tochter Emma verkauft während dieses Kampfes ihre Kamera für einen hohen Preis an J. Jonah Jameson. Raimis Freund und langjähriger Kollege Bruce Campbell verkörpert die Rolle des Restaurantchefs.
- Auch Spider-Mans Schöpfer Stan Lee ist wie schon in den ersten beiden Teilen in einem kurzen Gastauftritt zu sehen, nämlich in den Straßen von New York, vor einer Anzeigetafel, die aussagt, dass Spider-Man zum Ehrenbürger der Stadt gekürt werden soll. Er spricht den wildfremden Peter an und sagt, er glaube, dass ein Einzelner doch Veränderungen mit sich bringen könne.
- Genau wie in den ersten beiden Teilen geht Spider-Mans Kostüm im Kampf weitgehend kaputt, wenn man vom schwarzen Spider-Man-Kostüm, dessen sich Peter selbst entledigt, und Peters „Die-menschliche-Spinne“-Kostüm, das er im ersten Teil beim Kampf gegen Bonesaw und bei der Verfolgung eines Räubers trägt, absieht.